# Мики, Таку
Таку Мики (яп. 三木 卓 Мики Таку, 13 мая 1935 года — 18 ноября 2023 года) — японский поэт и прозаик. Настоящее имя — Томита Мики (冨田三樹).

## Биография и творчество
Родился в Токио в семье журналиста. Военные годы провёл в Даляне, куда был командирован отец. Во время репатриации, последовавшей за капитуляцией Японии, потерял отца и бабушку. Трагический опыт того времени был положен в основу дальнейшего художественного его осмысления: стержневыми для Мики стали темы жизни и смерти, окрашенные в эротические тона. После возвращения в Японию семья Мики обосновалась в Сидзуоке, где он окончил местную школу. После перебрался в Токио, где окончил филологический факультет Университета Васэда (отделения русской литературы). Писать начал в студенческие годы. Тогда же примкнул к основанной выпускниками этого университета поэтической группе «Хан» («Простор»), манифесты которой утверждали экзистенциальную самоценность личности и примат внутренней жизни над всяческой социальной деятельностью. В 1967 году за сборник стихотворений «Токио, три часа ночи» Мики получил премию H, а за сборник «Страна детей» (1970) — премию Таками. Параллельно активно занимался переводами с русского.
С 1970-х начал писать прозу. Дебютная повесть «Дом акушерки» была номинирована на премию Акутагавы, а последовавший за ней в 1973 году «Чиж» (открывавший цикл рассказов «После бомбардировки») этой премии был удостоен. Одной из вершин ранней прозы Мики является повесть «Дрожащий язык», написанная в экзистенциалистских тонах история о больной столбняком девушке. Произведение было экранизировано режиссёром Ёситаро Номурой.
В 1984 году за повесть «Кап-кап» был награждён премией Номы для авторов детской литературы, в 1986 — премии Хирабаяси за «Осень возницы», в 1989 — премией Министерства культуры за «Кобанаси».
В 1980-х годах Мики перебрался на юг префектуры Канагава и поселился в дали от городской жизни на полуострове Миура, где долгое время плодотворно работал (там написан его роман «На морском побережье» и др. произведения). Перенеся, однако, в 1994 году острый инфаркт миокарда, он вынужден был вернуться в город, поселившись в Камакуре. Опыт нахождения на грани смерти был описан им в документальной прозе в «Записках о возвращении к жизни». В последующие годы Мики пережил пору нового расцвета в своём творчестве. Были написаны повесть для детей «Пёс Хироси» (премия префектуры Исикава) и в том же году — роман «Закоулки» (премия Танидзаки), а в 2000 году — роман «Босые ноги и раковина». Опубликованная в 2006 году работа «Поэт Китахара Хакусю» была удостоена премии Майнити и нескольких других наград. Также Мики был удостоен Медали Пурпурной ленты (в 1999) и Императорской премии Японской академии искусств за вклад в литературу Японии (в 2006).
Мики также известен как переводчик детской литературы с английского и русского языков. Большой популярностью пользуются его переводы книг Арнольда Лобеля. Его творчество его многообразно: от всё тех же книг для детей до написанных на грани фола сложных и неоднозначных работ интимного характера. Одной из характерных особенностей произведений Мики являются яркие образы персонажей и окружающей их природы, балансирующих на грани жизни и смерти. Отчасти это обусловлено проведённым в Маньчжурии детством и последовавшей за ним чередой утрат самых близких ему людей, как и увечьем левой ноги, которое он пронёс через всю жизнь. При этом и жизнь, и смерть, будь то бабочки или входящей во взрослый мир маленькой женщины глубоко эротичны, во всех крайностях этого чувства. Это, равно как и тема фетишизма, роднит Мики отчасти с Танидзаки, отчасти с Батаем.

## Сочинения

### Сборники стихов
- «Токио, три часа ночи» (東京午前三時, 1966)
- «Страна детей» (わがキディ・ランド, 1970)
- «Матка» (子宮, 1973)
- «Альбом чайного цвета» (茶色の画帖, 1980)
- «Портреты» (肖像画, 1983)
- «Моногатари двенадцати семей» (十二の家の物語, 1989)
- «Сто восемь моногатари» (百八つものがたり, 2001, совместно Дзюнко Такахаси и Рёко Синдо)

### Проза
- «Мы дети Азии» (われらアジアの子, 1973)
- «Дом акушерки» (ミッドワイフの家, 1973)
- «После бомбардировки» (砲撃のあとで, 1973)
- «Голос, донёсшийся из сада» (庭からきた声, 1974)
- «Далёкий городок» (はるかな町, 1975)
- «Дрожащий язык» (震える舌, 1975)
- «Больно, в груди» (胸、くるしくて, 1976)
- «Пронёсшийся день» (かれらが走りぬけた日, 1978)
- «На морском побережье» (海辺で, 1984)
- «Мальчик первой половины дня» (午前中の少年, 1985)
- «Акварели женщин» (水彩画の女たち, 1985)
- «Игры» (日々のたわむれ, 1985)
- «Осень возницы» (馭者の秋, 1985)
- «Кобанаси» (小噺集, 1988)
- «Соседка» (となりの女, 1993)
- «Закоулки» (路地, 1997)
- «Босые ноги и раковина» (裸足と貝殻, 1999)
- «Идеальная жизнь» (理想の人生, 1999)
- «Свистулька и карта» (柴笛と地図, 2004)